# 1080年
| 千纪： | 2千纪 |
| 世纪： | 10世纪 \| 11世纪 \| 12世纪                                                                                 |
| 年代： | 1050年代 \| 1060年代 \| 1070年代 \| 1080年代 \| 1090年代 \| 1100年代 \| 1110年代                           |
| 年份： | 1075年 \| 1076年 \| 1077年 \| 1078年 \| 1079年 \| 1080年 \| 1081年 \| 1082年 \| 1083年 \| 1084年 \| 1085年 |
| 纪年： | 庚申年（猴年）；辽大康六年；北宋元丰三年；西夏大安七年；大理广安四年；越南英武昭勝五年；日本承曆四年       |

## 大事记
- 宋神宗著手進行元豐官制改革。
- 楊義貞弒大理皇帝段廉義，自立為帝，因高昇泰受其父高智昇之命滅楊義貞，擁立段壽輝為大理皇帝，改元上明。
- 科尔切斯特建城
- 教宗額我略七世第二次革除德意志国王亨利四世的教籍，亨利四世遂推選克勉三世为对立教宗
- 萊昂國王與卡斯蒂利亞國王阿方索六世流放熙德。
- 穆拉比特王朝攻取了阿爾及利亞的特萊姆森，疆界延至奧蘭。

## 逝世
- 孙洙，北宋文学家（出生于1032年，48岁）
- 段廉義，大理國第十二位皇帝。
- 楊義貞，大理國大臣，自立為廣安皇帝。